# Казанков, Иван Иванович
Иван Иванович Казанков (род. 1 апреля 1942, Сиктерме, Алькеевский район, Татарская АССР, СССР) — российский организатор производства, политический деятель.
Депутат Государственной Думы третьего созыва (1999—2003).

## Биография
Родился в селе Сиктерме Алькеевского района Татарской АССР в чувашской семье. Окончил Казанский ветеринарный институт (1965).
Работал зоотехником в Татарии и Чувашии. В Марий Эл с 1972 года. Работал зоотехником совхоза «Ветлужский» Юринского района. В 1974—1979 годах работал директором совхоза «Елеевский» Параньгинского района. С 1979 по 1999 год работал директором совхоза «Звениговский», с 2003 года председатель СПК, с 2007 года директор СПК «Звениговский».
Депутат Государственного собрания Республики Марий Эл (1996—2000, с 2004). В 1999—2003 годах — депутат Государственной Думы Российской Федерации. Избран от Марийского одномандатного избирательного округа № 19 (Республика Марий Эл).
C 2000 года первый секретарь Марийского республиканского комитета КПРФ.

## Награды
- Орден «Знак Почёта» (1979)
- Орден Трудового Красного Знамени (1984)
- Орден Дружбы (2025, ЛНР)[2]
- Заслуженный зоотехник Республики Марий Эл (1994)
- Государственная премия Республики Марий Эл (1995)